# Frau Kraushaar
Frau Kraushaar (* 1975, eigentlich Silvia Berger) ist eine Hamburger Künstlerin und Musikerin.

## Biografie
Silvia Berger studierte an der Hochschule für Bildende Künste u. a. bei dem Fluxuskünstler Claus Böhmler, dem Filmemacher Werner Nekes und Michaela Melian von der Band F.S.K. Ihr erstes Album Le Salon is very Morbidä veröffentlichte sie 2010 als Teil ihres Diploms. Verschiedene Medien berichteten über ihre erste Platte als „dadaistische“ Elektronik-Platte mit Hörspielcharakter. Mit dieser Platte bewegte sie sich zwischen Kunst, Musik und Performance.
Ihre ersten Gehversuche begannen in Hamburg-St. Pauli 2002 in der Meanie Bar/Molotow wo sie fünf Jahre einen Montagsklub mit wechselndem Programm zwischen Kunst und Musik kuratierte und zusammen mit DJ Mauru Platten und Programm bestimmte. Danach arbeitete sie mit verschiedenen Künstlern zusammen, etwa mit Melissa Logan von Chicks on Speed oder Jacques Palminger von dem Künstlertrio Studio Braun. Letzterer veröffentlichte auf den Alben Songs for Joy und Songs for Joy 2 musikalische Beiträge von Frau Kraushaar.
Im Juni 2012 kam ihre zweite Platte bei dem Die-Sterne-Label Materie Records mit dem Titel The Power of Appropriation heraus. Im Gegensatz zu ihrer ersten Arbeit beschäftigte sich Frau Kraushaar in ihrer zweiten Veröffentlichung mit Neo-Folklore und Pop-Chanson und bewegt sich im Spannungsfeld zwischen Lied, Kunst und Theorie. Sie singt Songs in acht Sprachen. Carsten Meyer (Erobique) und Jacques Palminger spielten Klavier und Schlagzeug. Im Titel der Platte bezieht sie sich dabei auf die Konzeptkunst der Aneignung (Appropriation Art). Der Musiker Lutz Nikolaus Kratzer von der Band Klein produzierte ihre Platte in seinem Studio.
Mit Nova Huta veröffentlichte sie den Song Reggea Healing für den Bayerischen Rundfunk auf einer Tribute-Compilation für Gustav Metzger. Mit dem Berliner Musiker Namosh nahm sie einen Romy Schneider gewidmeten Song mit dem Titel Romy auf, der auf ihrer ersten Platte veröffentlicht wurde.
2020 veröffentlichte Frau Kraushaar als Autorin eine 10-teilige Hörspiel-Sendung mit dem Namen "Miniaturenkabinett" bei dem Format "Wurfsendung" auf Deutschlandfunk Kultur. Es ist ein experimentelles Hörspiel und bewegt sich wie auf der Webseite von Deutschlandfunk zu lesen ist zwischen..."Popmusik und Hörspiel, Alltag und Geisterwelt. Subtil unheimlich, seltsam komisch.
Als bildende Künstlerin hat sie bereits Kurzfilme auf dem DVD-Label Raum für Projektionen veröffentlicht und ihre Arbeiten auf diversen Festivals gezeigt, z. B. bei den Internationalen Kurzfilmtagen Oberhausen. 2023 gewann sie zusammen mit der Filmerin Helena Wittmann den 3. Preis / Sonderpreis der besonderen Erwähnung für das Musikvideo „Lamentierenes Schwein“. Das Goethe-Institut lud sie bereits zweimal nach Athen und New York ein, um ihre „German Performance Music Art“ zu präsentieren.
Für ihr drittes Album „Bella Utopia“ welches 2022 erschien und Frau Kraushaar bei dem Berliner Label „Staatsakt“ rausbrachte, gewann sie den Alternativen Berliner Musikpreis „Das Glitzereinhörncen“. Er wird nur an weibliche Künstlerinnen vergeben und wird von der Veranstaltungsreihe „Ich brauche eine Genie“ in Berlin verliehen.
In ihrem dritten Album, ein Konzeptalbum beschäftigt sich die Künstlerin mit den Ideen von Utopie und begibt sich auf die Suche nach einer besseren Welt. Es ist ein avantgardistisches Popalbum, das sich zwischen Kunst und Elektronik bewegt, für dieses Album legte Frau Kraushaar eine umfangreiche Sammlung mit Natursounds, Fieldrecordings und Tiergeräuschen an, die sich wie ein roter Faden durch das Album ziehen und ihm besonderes Klangbild verleihen.
Am Deutschen Schauspielhaus, auf Kampnagel und in den Sophiensaelen in Berlin zeigte sie regelmäßig Performances, die sich zwischen Sprache, Bildender Kunst und Musik bewegen. Sie arbeitet auch als DJ und legt in ihrer Heimatstadt vor allem im Golden Pudel Club.

## Diskografie
- 2007: Fast Asleep (Eigenvertrieb)
- 2010: Le Salon is very Morbidä. (Labelship / Broken Silence)
- 2012: The Power of Appropriation (Materie Records / Rough Trade)
- 2022: Bella Utopia (Staatsakt)

Compilation-Beiträge
- Songs for Joy, Staatsakt, Audio-CD (Nobistor)
- Songs for Joy 2, Staatsakt, Audio-CD und Vinyl (Nobistor)
- Finnish Snow Walks and Dances, Gruenrekorder, Vinyl (kmi raw records) LC 09488
- Tribute to Gustav Metzger, Intermedium, Audio-CD intermedium rec. 036, ISBN 978-3-939444-63-3
- Dieser Punkt ist auch nur eine Fläche, Material Verlag
- Bergpartei Compilation, Bergpartei, Audio-CD
- Stora Compilation, Stora, (Nneon) Audio-CD
- Low Fidelity, Staatsakt, (Hanseplatte) Audio-CD

Hörkunst
- 2013: Baumitar-ism (Kunstverein Wolfsburg/Hanseplatte)

## Videoclips
- 2010: Cort of Love (Album: Le Salon is very morbidä – Regie: Colour Nurse)
- 2012: Istanbul Konstantinopel (Album: The Power of Appropriation – Regie: Marissa Kimmel / 1. Preis Ahoi Kurzfilmfestival Hamburg)
- 2013: Le premier bonheur du jour (Album: The Power of Appropriation – Regie: Frau Kraushaar, Kamera: Andrea Bayer)
- 2022: Bella Utopia (Album: Bella Utopia – Regie: Frau Kraushaar)
- 2022: Kummerkammer (Album: Bella Utopia – Regie: Frau Kraushaar, Laila Unger)
- 2022: Lamentierendes Schwein (Album: Bella Utopia – Regie: Frau Kraushaar, Helena Wittmann / 3. Preis / Sonderpreis Kurzfilm Festival Oberhausen)